# 第40艦隊兵站支援飛行隊 (アメリカ海軍)
第40艦隊兵站支援飛行隊'（だい40かんたいへいたんしえんひこうたい、英: Fleet Logistics Support Squadron 40、略称：VRC-40）は、アメリカ海軍太平洋艦隊海軍航空軍空中指揮統制兵站航空団隷下の艦上輸送機部隊。愛称はローハイズ（英: Rawhides）。1960年7月1日に編成され、第2艦隊、第5艦隊、第6艦隊の空母艦上配送任務を担っている。バージニア州ノーフォーク海軍基地に所在し、艦上輸送機としてC-2Aを運用する。5個分遣隊を有し、各空母航空団を構成する飛行隊になっている。

## 分遣隊
第40艦隊兵站支援飛行隊の分遣隊は5個編成されており、2021年7月現在、以下の空母航空団に配属されている。
| 分遣隊名           | 配属空母航空団               | 所在基地             |
| ------------------ | ---------------------------- | -------------------- |
| 第1分遣隊（Det.1） |                              | ノーフォーク海軍基地 |
| 第2分遣隊（Det.2） | 第1空母航空団、第8空母航空団 | ノーフォーク海軍基地 |
| 第3分遣隊（Det.3） | 第7空母航空団                | ノーフォーク海軍基地 |
| 第4分遣隊（Det.4） | 第3空母航空団                | ノーフォーク海軍基地 |
| 第5分遣隊（Det.5） |                              | ノーフォーク海軍基地 |

## 歴代運用機

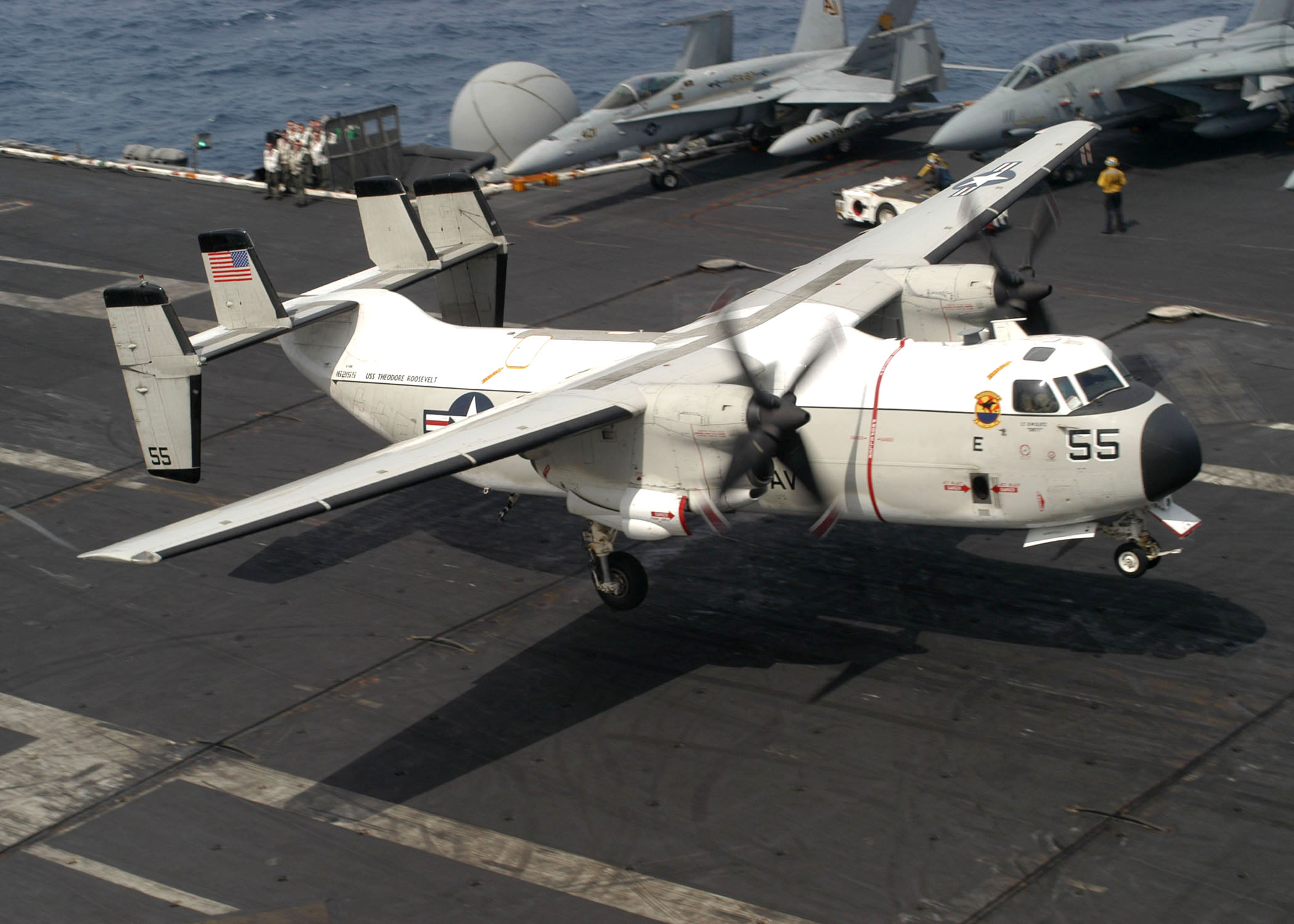
VRC-40で運用するC-2A

- 輸送機
  - C-1A（1960年 - 1986年）
  - C-2A（1986年 - ）